# Buljane
Buljane (em cirílico: Буљане) é uma vila da Sérvia localizada no município de Paraćin, pertencente ao distrito de Pomoravlje, na região de Pomoravlje. A sua população era de 1337 habitantes segundo o censo de 2011.

## Demografia
| 1948 | 1953 | 1961 | 1971 | 1981 | 1991 | 2002 | 2011 |
| ---- | ---- | ---- | ---- | ---- | ---- | ---- | ---- |
| 1969 | 2080 | 2178 | 1977 | 1885 | 1735 | 1545 | 1337 |